# Kožlí (kraj Wysoczyna)
Kožlí – wieś i gmina w Czechach, w powiecie Havlíčkův Brod, w kraju Wysoczyna. 1 stycznia 2014 liczyła 796 mieszkańców.